# Andreas Friedsmann
Andreas Friedsmann, magyaros névalakban Friedsmann András (Andreas Ireneus), Újegyház, 1529. november 15. – 1589) erdélyi szász evangélikus lelkész.
Christian Friedsmann és Margaretha Fölken fia volt. 1547-ben Brassóban tanult, 1557. január 14-én Nagyszebenben besztercei prédikátorrá avatták, de még azon év májusában Budakra választották meg lelkésznek.
Kéziratát (melynek terjedelme 30 ívrét levél) a Magyar Tudományos Akadémia könyvtára őrzi:
- Excerpta Transilvaniae et in specie Bistricii Historiam concernentia, Fastis in Germania olim autore Philippo Melantone typis editis, jam vero acephalis partim per Andream Ireneum parochum Budacensem anno 1557 electum, partim per Georgium Totscherum ad parochiam civitatis Bistriciensis anno 1640 vocatum, partim per Fastorum proprietarium, modernum judicem primarium Bistriciensem Joannem Emanuelem Regius addita insertaque.